# Glogova belinka
Glogova belinka (znanstveno ime Aporia crataegi) je dnevni metulj iz družine belinov.

## Opis
Glogova belinka meri preko kril med 50 in 60 mm in ima bela krila z izrazito poudarjenimi žilami. Žile so pri samcih črne, pri samicah pa temno rjave. Telo je kosmato, poraščeno je z belimi dlačicami, noge in tipalnice pa so črne. Konci tipalnic so beli.

## Razširjenost
Glogova belinka je razširjena po celi Evropi, razen na skrajnem severu. Življenjsko območje se širi preko Severne Afrike, osrednje Azije pa vse do Japonske.
Gosenice se hranijo z listi črnega trna (Prunus spinosa), vrstami iz rodu glog (Crataegus), redkeje pa tudi z listi sadnega drevja iz družine rožnic. Glogovi belinki najbolj prijajo topla in sončna območja posejana z grmi hranilnih rastlin in različnimi vrstami osatov, kjer se prehranjujejo odrasli metulji. Gosenice glogove belinke so pogosto žrtev zajedavskih os, ki vanje odlagajo jajčeca.
To vrsto lahko opazimo med aprilom in julijem na nadmorskih višinah med 500 in 2000 metri.